# Heretic
Heretic (с англ. — «Еретик») — компьютерная игра жанра шутер от первого лица в фэнтезийном окружении, разработанная в 1994 году компанией Raven Software и изданная id Software.

## Сюжет
Действие игры происходит в вымышленном фэнтезийном мире, населённом расами людей и эльфов. Несмотря на в целом гармоничное сосуществование, эльфы, объединённые в религиозное сообщество под названием Сидхе, относятся к людям настороженно. Это связано с тем, что древнее пророчество говорит об ужасной угрозе. Злые силы принесут в мир новую религию и поработят тех, кто окажется недостаточно силён, чтобы противостоять проповедям врага. Однажды из восточных земель прибыли три всадника на гигантских змеях, которые быстро завоевали доверие людей и основали новый религиозный орден, символом которого был перечёркнутый трезубец. После того, как все семь людских королевств оказались у них в подчинении, два из трех всадников вернулись в свой мир, оставив третьего, самого слабого, по имени Д’Спарил, управлять новыми землями. Сидхе не поддались магии всадников. За это Д’Спарил объявил Сидхе вне закона, а всех последователей их учения еретиками, подлежащими смертной казни. По его приказу, каждое королевство собрало армию с целью напасть на эльфов и уничтожить их. Узнав о грозящей опасности, совет старейшин Сидхе собрался для того, чтобы сотворить мощное заклинание. Судьба семи армий были привязана к семи свечах. После этого свечи были потушены, что уничтожило войско людей. Разъяренный Д’Спарил призвал легионы монстров, чтобы отомстить старейшинам. Ослабленные старейшины не смогли долго сопротивляться и после ночной битвы были повержены.
Захватчики уносили с собой трофеи — магическое оружие и книги силы Сидхе. Большая часть народа эльфов была убита, остатки сломлены и рассеяны по миру. Остался лишь один воин, готовый сражаться — эльф по имени Корвус. Поклявшийся отомстить Д'Спарилу и вооружённый лишь эльфийским волшебным жезлом, последний из «еретиков» стоит перед «Городом проклятых», готовый броситься в бой с полчищами сил зла.
Исходная версия Heretic, выпущенная по модели shareware, как и Doom, состояла из трёх эпизодов по девять уровней, связанных между собою текстами, появляющимися после прохождения финального уровня. Позже была выпущена коробочная версия Heretic: Shadow of the Serpent Riders, содержащая два дополнительных эпизода по девять уровней. Игрокам, заплатившим за полную версию shareware-релиза, эти уровни были предоставлены бесплатно.
Игра начинается в «Городе проклятых» (The City of the Damned), находящемся где-то в восточных землях, откуда пришли захватчики. В конце первого эпизода, очистив от нежити своё измерение и победив железных личей, герой проходит через «Глотку ада» (Hell's Maw) — огненный портал в мир, откуда пришли монстры, чтобы запечатать его с другой стороны. После убийства молотавров в конце второго эпизода Корвус находит ещё один портал, который, как он надеется, приведёт его домой. Однако вместо этого он оказывается в подводном городе под куполом, где его ожидает сам Д'Спарил (The Dome of D'Sparil). Победа над ним снимает магические оковы, удерживающие монстров и раскалывает купол на мелкие кусочки. «Еретик» входит в портал, который, как он считает, вернёт его в свой мир. Однако перед смертью Д'Спарил успел выкрикнуть проклятье. Оно переносит героя в родное измерение змеиного всадника, в «Оссуарий» — опустошённые руины завоёванных им земель (The Ossuary). Убийство их последних стражей даёт доступ к «Затхлым владениям» (The Stagnant Demesne) — глубокой яме, откуда появился Д'Спарил. Уничтожение последних молотавров открывает очередной портал. Герой проходит сквозь него, не зная, вернёт ли он его домой или забросит в место, где его ждут новые ужасы.

## Игровой процесс

Изображение игрового процесса

Heretic использует ту же базовую формулу игрового процесса, что и Doom. Как и Doom, Heretic использует вид от первого лица и даёт возможность игроку управлять персонажем, который в одиночку и с минимальным начальным снаряжением перемещается по трёхмерному окружению и уничтожает противников, используя имеющийся у него арсенал, пополняемый по мере исследования уровней. Для того, чтобы пройти уровень, необходимо найти ключи и открыть ими двери соответствующих цветов, а потом добраться до выхода. Для того, чтобы не заблудиться, можно воспользоваться картой, показывающей исследованные области. Как и в Doom, перед началом игры можно выбрать один из пяти уровней сложности.
В то же время, игра не являлась полным клоном, предоставляя игроку дополнительные возможности, которых не было в Doom: смотреть вверх и вниз, летать с использованием специального артефакта, подбирать предметы для использования в нужный момент. Для всех видов оружия в игре было предусмотрено два режима: обычный и усиленный, который на определённое время активировался использованием одного из артефактов. Были добавлены особые свойства для поверхностей пола: текущая вода (толкающая персонажа вперёд) и скользкий лёд. Враги, убитые с особой жестокостью, не падали мёртвыми на землю, а разлетались в кровавые ошмётки — хотя такой эффект присутствовал и в Doom, в Heretic это происходит чаще и более масштабно. Органические капсулы со спорами могут перемещаться игроком (в отличие от взрывающихся бочек из Doom, эквивалентом которых они являются), что позволяет использовать их для минирования мест, где могут появляться монстры.
Несмотря на сходство с Doom, игроков, попытавшихся использовать известные чит-коды из этой игры, ждал неприятный сюрприз: вместо предоставления бессмертия код iddqd убивал персонажа, а idkfa не давал всё оружие, а убирал имеющееся.

### Противники
В игре есть 7 основных типов противников: гаргульи, големы, воины-мертвяки (undead warrior), ученики Д'Спарила, офидианы, саблекогти (saberclaw) и драконы-оборотни. Последние три встречаются лишь в полной версии игры. Гаргульи и големы имеют усиленную версию. Обычный вариант атакует только в ближнем бою, огненные гаргульи кидают пылающие шары, а «нитроголемы» могут стрелять в игрока огненными черепами. У големов, воинов и драконов-оборотней также есть призрачный вариант, выглядящий полупрозрачным, уязвимый лишь к магическим снарядам. Роль боссов в первом эпизоде выполняют железные личи (iron lich), во втором — молотавры (maulotaur), а в третьем — сам Д’Спарил, восседающий на зеленом змее хаоса. Бой с ним включает две фазы: в первой нужно убить змея, а во второй самого всадника. Железные личи и молотавры встречаются на поздних уровнях игры в качестве обычных противников.

### Оружие
В игре имеется 8 видов оружия, каждое из которых имеет дополнительный усиленный режим, активируемый предметом «Tome of Power» (с англ. — «том могущества»). Два вида оружия (посох и перчатки) предназначены для ближнего боя, остальные позволяют уничтожать врагов на расстоянии. Каждое оружие дальнего действия требует свой тип боеприпасов (в отличие от Doom, где, например, пистолет и пулемёт используют одни и те же патроны). Заряды можно найти на уровнях в маленьких или больших порциях.
Несмотря на очевидные различия в игровом окружении и дизайне, оружие в Heretic в целом соответствуют присутствовавшему в Doom. Наиболее очевидно сходство Elven wand с пистолетом, а Ethereal Crossbow — с двуствольным дробовиком из Doom II. Другие схожи в меньшей мере: Dragon Claw не имеет прямого эквивалента (хотя по скорости стрельбы он сравним с пулемётом, он стреляет сгустками энергии, от которых можно увернуться), Hellstaff напоминает плазменное ружьё, а Phoenix rod — ракетницу. Посох сопоставляется с кастетом, Gauntlets of the necromancer — с бензопилой. На первый взгляд, огненная булава Firemace совсем не похожа на BFG9000, однако фактически является его точной копией из бета-версии Doom.

### Артефакты
Помимо зарядов к оружию и лечащих предметов (crystal vials), персонаж может использовать магические артефакты, подбираемые на уровне. Их можно носить с собой и использовать, когда нужно. Это отличает Heretic от Doom, где все предметы (такие как прибор ночного видения или костюм радиационной защиты) действовали сразу после их подбирания. Всего доступно 14 видов артефактов. Кварцевые склянки (quartz flask) и мистические урны (mystic urn) восстанавливают здоровье, серебряные щиты (silver shield) и щиты духа (spirit shield) добавляют броню, а сфера теней (shadowsphere) превращает персонажа в едва видимого призрака, неуязвимого к немагическим атакам. Устройство хаоса (chaos device) возвращает в начало уровня, часовые бомбы древних (time bomb of the ancients) взрываются примерно через секунду после установки, а крылья гнева (wings of wrath) позволяют персонажу летать.
Один из артефактов, яйцо morph ovum, позволял превратить противника (в том числе другого игрока) в курицу, которая может быстро бегать и атаковать клювом, но которую можно легко убить. Также игрок, превращённый в курицу, может использовать артефакты, становясь невидимым, неуязвимым или приобретая возможность летать. Задуманный разработчиками как «разрядка смехом», этот артефакт стал одним из уникальных и запоминающихся элементов игры.
Все артефакты действуют один раз и временно, а после применения исчезают. На следующий уровень можно переносить лишь по одному артефакту каждого вида. Исключением являются крылья (Inhilicon’s Wings of Wraith), которые никогда не переносятся при переходе на следующий уровень. Игрок может носить не более 16 артефактов каждого вида.

### Многопользовательский режим
Изначально Heretic поддерживал многопользовательский режим до 4 игроков, которые могли проходить игру совместно или устраивать смертельное состязание между собой. Используются правила Deathmatch 2.0, что означает уменьшение счетчика фрагов при самоубийстве и повторное появление предметов через некоторое время после сбора. Для сетевой игры можно выбрать любой уровень, а также режим без монстров или с воскрешающимися монстрами. Для многопользовательского режима можно было использовать модемное соединение или протокол локальной сети IPX.

## Музыка и звук
Всю музыку в игре написал Кевин Шилдер. Кроме музыки и звуков, издаваемых игроком и монстрами, в игре были использованы фоновые шумы, создававшие зловещую атмосферу: хохот, звяканье цепей, звук капающей воды, и другие им подобные.

## Разработка и выпуск

### Начало разработки
В начале 1990-х разработчик Heretic, Raven Software, тесно сотрудничали с id Software. В 1991—1992 году офисы обеих компаний находились неподалёку друг от друга в Мэдисоне, штат Висконсин. Узнав о Raven по объявлению в газете, команда id была впечатлена их художественными работами, а сотрудники Raven, в свою очередь, были поражены техническими наработками id (ранней версией Wolfenstein 3D) и программистским талантом Джона Кармака. По предложению последнего, студии начали работать в тандеме: Raven лицензировала разработки id и создавала на их основе собственную игру. Так, на основе движка Wolfenstein 3D была выпущена RPG с видом от первого лица Shadowcaster. Она понравилась Джону и другим разработчикам id, и Raven была выбрана для разработки новой игры на основе движка Doom. Она также изначально задумывалась как RPG с основанной на D&D системой характеристик, однако судьбу проекта решил Джон Кармак, предложивший делать игру «как Doom, но с элементами фентези». Так на основе модифицированного движка Doom в марте 1993 года была начата разработка новой игры, которая переносила действие из научно-фантастического сеттинга в фентезийный. Главным программистом стал Бен Геке (англ. Ben Goeke).
Название нового проекта несколько раз менялось в процессе разработки. Изначально, по воспоминаниям Майкла Рэймонда-Джуди, предлагались названия «Маг» (англ. Mage), «Сфера» (англ. Orb) и некоторые другие. Не все варианты названия нравились разработчикам — например, предлагавшийся на одном из этапов «Vorpal» кто-то сравнил с «пердежом кита». В итоге игра получила название «Еретик» (англ. Heretic). От изначальной «ролевой» концепции в игре осталась лишь система экипировки персонажа с возможностью использовать различные подбираемые предметы, добавлявшая, по мнению разработчиков, новую глубину в игровой процесс шутера от первого лица.

### Доработка движка и помощь id Software
Как отмечал вице-президент Raven Брайн Раффель, программисты компании не вносили существенных изменений в ядро движка Doom. Без существенного изменения движка нельзя было добавить в игру, например, оружие, которое бы существенно отличалось от прототипов в Doom, или качественно новых монстров. Приходилось учитывать и иные ограничения, связанные с жёстко зафиксированными в коде движка функциями, обеспечивающими специальное поведение на определённых уровнях игры. В то же время, технические ограничения не слишком мешали при создании карт: лишь некоторые пределы количества внутренних объектов движка пришлось увеличить, чтобы сделать возможными более амбициозные дизайны карт, на которых настаивало руководство компании. В основном разработчикам, знавшим об особенностях и ограничениях движка, удавалось обойтись лишь небольшими оптимизациями.
Изменения кода ограничились периферийными дополнениями, на включение которых в Doom у id Software не хватило времени. Была изменена палитра игры, включавшая более разнообразные цвета, чем в Doom. Наиболее заметными изменениями стали возможность смотреть вверх и вниз, летать; влияние воды и ветра на передвижение персонажа; улучшенная система окружающего и позиционируемого звука. Как отмечал Раффель, в основе этих изменений были удачные находки разработчика Криса Райнхарта. Например, он обнаружил, что простое изменение высоты линии горизонта создаёт иллюзию того, что персонаж смотрит вверх или вниз — нечто, что Джон Кармак в то время считал требующим чрезмерных вычислительных мощностей. Полёт изначально был отладочной возможностью, которую использовали разработчики в процессе создания уровней для упрощения вертикального перемещения, а потом уже стал игровой механикой.
Значительное содействие разработчикам Raven оказывал Джон Ромеро. Он всячески помогал в создании игры: генерировал идеи, предоставлял информацию, давал советы, помогал освоить движок и участвовал в тестировании игры. Он также купил для разработчиков Raven несколько рабочих станций производства Epson на платформе NeXTSTEP, что позволило использовать те же инструменты, которые применялись при создании Doom. Ромеро также подарил команде разработчиков, на тот момент состоявшей всего из нескольких человек, сидящих в одном помещении, холодильник, позволявший «подзаправиться» колой, не отвлекаясь от разработки игры.

### Сценарий и дизайн уровней
Завязка сюжета игры, согласно которой главный герой оказывался «еретиком» — последним представителем уничтоженной расы, который должен сразиться со злом, уничтожившим его сородичей, придумал Майкл Рэймонд-Джуди. В окончательной форме сценарий игры был подготовлен id Software. Автором некоторых идей был Сэнди Петерсен. Ряд сюжетных деталей, описаний игрового мира и противников были придуманы авторами руководства к игре и книги подсказок, которым была предоставлена значительная творческая свобода. Рэймонд-Джуди говорил, что многие из этих придумок не соответствовали видению разработчиков.
Основным дизайнером уровней был Майкл Рэймонд-Джуди. Он указан в титрах как единственный создатель игровых карт, однако по его воспоминаниям, он являлся единоличным автором лишь примерно половины уровней основной игры. К остальным уровням приложили руку другие разработчики компании, включая Брайна Раффеля, а Рэймонд-Джуди тестировал эти уровни, дорабатывал их, адаптировал к многопользовательскому режиму, добавлял секреты, ловушки и исправлял ошибки. В качестве редактора карт использовался DoomEd, разработанный id Software. Уровни создавались довольно быстро: на подготовку черновой версии у разработчиков уходило 2-3 дня.

### Выпуск
Как и Doom, Heretic была выпущена с использованием модели shareware: первый эпизод из 9 уровней распространялся бесплатно, а за полную игру, состоявшую из 3 эпизодов (27 уровней) и включавшую новое оружие и дополнительных монстров, надо было заплатить. Изображение на обложке, а также на плакате, расположенном на обороте раскладного руководства, поставлявшегося с некоторыми версиями игры, принадлежало кисти известного фентезийного художника Брома.
Коробочная версия игры для продажи в магазинах была выпущена позже и, как и аналогичный релиз от id Software (Ultimate Doom), содержала дополнительные уровни. Heretic: Shadow of the Serpent Riders включала два новых эпизода, а также две секретные карты (E6M1, основанная на планировке старого офиса Raven, и E6M2, похожая на смесь разрушенного храма и шахты). По словам Майкла Рэймонда-Джуди, отвечавшего за дизайн новых уровней, разработка Shadow of the Serpent Riders была связана с имевшимся запросом пользователей на новый контент и необходимостью заполнить промежуток между проектами, связанный с заключением договоров по Hexen. Основная работа по созданию карт для новых эпизодов легла на присоединившегося к команде разработчиков Эрика Бисмана, Рэймонд-Джуди работал с ним в команде, выполняя роль более опытного наставника. Хотя у разработчиков было желание не просто добавить два новых эпизода, а выпустить «режиссёрскую» версию игры с изменённым порядком карт, чтобы уровни с финальным боссом находились в конце, эти планы не были реализованы.
В пресс-релизе, выпущенном в августе 1997 года и сообщавшем о покупке Raven Software компанией Activision, говорилось, что суммарно Heretic и Hexen были проданы тиражом более 1 миллиона копий.

## Восприятие
| Сводный рейтинг          | Сводный рейтинг                                   |
| Агрегатор                | Оценка                                            |
| ------------------------ | ------------------------------------------------- |
| MobyRank                 | 81 %                                              |
| Иноязычные издания       |                                                   |
| Издание                  | Оценка                                            |
| AllGame                  | [ 32 ]                                            |
| CGW                      | [ 4 ]                                             |
| Edge                     | 8/10                                              |
| Jeuxvideo.com            | 17/20                                             |
| PC Gamer (US)            | 88 %                                              |
| PC Zone                  | 78/100                                            |
| Hyper                    | 90 %                                              |
| PC Joker                 | 85 %                                              |
| PC Player (de)           | 77/100                                            |
| Zeta                     | 7/10                                              |
| Génération 4             | 81 %                                              |
| Joystick                 | 91/100 (интерес), 92/100 (техническое исполнение) |
| Electronic Entertainment | [ 38 ]                                            |

### Сравнение с Doom
На момент выхода игры почти все проекты в жанре action, использовавшие вид от первого лица, в первую очередь рассматривались как подражание Doom. Даже игры со значительно отличающимися от Doom элементами игрового процесса называли «Doom-клонами»: например, Quarantine называли «Doom на колёсах», а Descent — «Doom на маленьких космических кораблях». Не избежал подобной участи и Heretic, значительно больше похожий на Doom, чем многие другие игры. Его сравнивали с PWAD (patch WAD) для Doom — пользовательскими модификациями, содержавшими новые уровни и ресурсы, а иногда и полностью изменявшими все текстуры, монстров и оружие, например, такими как Aliens TC, который переносил действие Doom во вселенную фильма «Чужой». Обозреватель PC Zone, например, охарактеризовал Heretic как «официальный плагиат» и «раздутый PWAD». В то же время, он отметил, что вносимые игрой в «формулу Doom» новые элементы могут сделать её привлекательной для определённой части игроков. В Electronic Entertainment отмечалось, что Heretic берёт элементы Doom и применяет к ним средневековые клише.
Впрочем, не все издания были настроены скептически. Например, в Computer Gaming World (CGW) игру назвали «образцовым наследником легендарного Doom». Обозреватель этого издания указывал, что по цельности повествования Heretic даже превосходил Doom, поскольку его сюжет и прочие игровые элементы были фентезийными от начала до конца. В Doom же, по его мнению, научно-фантастическая основа выглядела неубедительно из-за того, что уровни и повествование были пронизаны дантовскими мотивами путешествия по Аду. Hyper назвал игру «второй из лучших трёхмерных игр» и «самым увлекательным клоном Doom из всех виденных нами». Génération 4 счёл Heretic способным дать новый импульс «выдыхающемуся» жанру шутеров от первого лица. В обзоре Jeuxvideo говорилось, что опираясь на проверенную формулу Doom, игра смогла выделиться среди других проектов того времени, предлагая достаточно интересное окружение и игровой процесс. Итальянский журнал Zeta назвал игру «идеальным продолжением Doom», выгодно отличающимся от Doom 2, который автор счёл «простым WAD» с дополнительным оружием и монстрами.

### Отличия от Doom
В обзорах обращалось внимание на детали, отличавшие Heretic от Doom. Так, как несомненное достоинство Heretic рассматривалась возможность хранить подбираемые предметы и использовать их в нужный момент, добавляющая игровому процессу тактической глубины (особенно в многопользовательском режиме). Оригинальной и запоминающейся стала возможность превратить противника в курицу, предоставляемая артефактом morph ovum. В обзоре CGW упоминалось, что отсутствие противников со скорострельным оружием меняет темп игры. Попытка пробежать напролом через толпу противников, которая в Doom бы означала верную смерть, в Heretic зачастую даёт результат. В многопользовательском режиме (на картах которого также по умолчанию присутствовали монстры) это означало, что игрок мог попытаться сбежать от противников в неисследованную часть уровня.
Возможность смотреть вверх и вниз рассматривалась в рецензиях как скорее косметическое нововведение, имеющее ограниченную полезность. Хотя автор обзора Joystick говорил о наслаждении, связанном со способностью летать над врагами, ползающими внизу как «жалкие тараканы», другие обозреватели не были столь восторжены. PC Zone сравнил полёты скорее с передвижением на платформе погрузчика: персонаж получал возможность перемещаться по вертикальной оси, но в остальном модель его передвижений оставалась такой же, как и при ходьбе по ровной поверхности. В Hyper всё же говорилось, что эти возможности упрощают перемещение по узким мостикам и создают ощущение присутствия. В статье Jeuxvideo, опубликованной в 2013 году, указывалось, что несмотря на наличие в игре автоприцеливания по высоте, возможность изменять угол зрения помогает целиться во врагов, находящихся внизу, особенно при использовании артефакта полёта. В то же время, указывалось на отсутствие возможности прыгать, имевшейся в CyClones, другой игре, разработанной Raven в тот же период.
В обзоре CGW также отмечались малозаметные улучшения, показывающие стремление разработчиков к мастерству, такие как мерцание факелов и потоки воды, перемещающие персонажа. В Joystick в качестве отличий от Doom также описывалась возросшая детализация: трупы врагов, съезжающие по ступенькам лестниц и оставляющие кровавые следы, всплески воды и переносящие игрока течения.
В некоторых обзорах отмечалось, что игра является более «дружественной по отношению к родителям». Указывалось на отсутствие бензопилы и в целом дизайн без особых элементов хоррора, а также на то, что противники не похожи на людей. В то же время, в статье Génération 4 не рекомендовали игру чувствительным людям, ссылаясь на хорошую проработку сцен насилия, пусть и в отношении «сверхъестественных» противников.

### Дизайн уровней, графика и звук
По поводу уровней обозреватель CGW указал, что несмотря на использование той же базовой формулы с последовательным поиском разноцветных ключей, что и в Doom, подход к дизайну уровней в Heretic заметно отличается от использованного id Software. Уровни стали намного больше, чем в Doom, и стали объединяться целостным подходом к дизайну, что сделало их более реалистичными. В уровнях чаще использовались большие открытые пространства, соединённые между собой окнами и другими проходов, что повышало вариативность в многопользовательской игре. В игре Raven практически не было уровней-головоломок, часто встречавщихся в Doom II. Однако обозреватель всё же отмечал, что многие уровни являются запутанными: даже после убийства всех противников игроку нередко приходится бегать по пустому уровню, чтобы найти последний переключатель, открывающий путь дальше. Он отметил также возросшую среднюю продолжительность прохождения уровней: на среднем уровне сложности прохождение типичного уровня занимало около 20 минут, что заметно больше, чем в Doom или Doom II. В PC Zone уровни игры также были охарактеризованы как имеющие недостаточно продуманную планировку, что вынуждало игрока блуждать в поисках выхода и не позволяло его напугать. На сайте Jeuxvideo обозреватель, в целом положительно оценивающий открытый характер уровней с большим числом секретов, всё же счёл, что первые девять уровней (доступные в бесплатной версии) были более проработанными, чем остальные.
По поводу графики и звука в игре были даны в целом положительные оценки. Восторженно отзывался о графике обозреватель французского Génération 4, писавший о «феноменальном разнообразии декораций», включающих массивные каменные стены, колонны из тёмного дерева, мраморные стены, покрытые мхом, величественные фрески, мозаичные окна соборов, свисающие с потолков черепа и потоки лавы и воды. Отмечалась интерактивность окружения: разлетающиеся при падении монстров в воду брызги, поднимающийся от ног оказавшихся в лаве противников пар и прочие эффекты. Всё это, по мнению автора, создавало атмосферу, радикально отличающуюся от Doom. Кроме того, в обзоре обращено внимание на наличие особых для каждого монстра анимаций и звуковых эффектов, сопровождающих их смерть. Не остались без внимания и звуковые эффекты, впечатляюще дополняющие игровой процесс: металлическое лязганье дверей, крики призраков, капающая вода. Особо отмечался «садистский смех» персонажа, сопровождающий получение нового оружия.
Обозреватель GameSpot указал, что графическое оформление игры создает погружение в фэнтезийный мир и демонстрирует высокую детализацию персонажей и окружающей среды. Он также отметил отсутствие пикселизации персонажей при приближении к ним, по его мнению, характерной для многих игр жанра. Помимо этого, автор обзора указывает на световые эффекты, которые усиливают атмосферу игры. Высокую оценку издание дало музыкальному оформлению, про которое было сказано, что оно великолепно соответствует игровому процессу и создаёт атмосферу напряжения и ужаса. Негативную оценку звуковых эффектов дал обзор AllGame, говоривший о «звуковой перегрузке», возникающей из-за наложения кряхтящего от боли персонажа на звуки выстрелов.
В Hyper также говорилось о возросшей детализации, позволяющей создавать более реалистичное окружение, включающее водопады, мозаичные стёкла и кафедральные соборы с рядами скамей. Отмечались звуковые эффекты, сопровождающие взаимодействие персонажа с окружением: плеск воды, кряхтение при прыжке с высоты и тому подобное. Аналогичное мнение высказывалось на сайте Jeuxvideo, где отмечалось влияние окружения на игровой процесс и художественное оформление игры, придающее индивидуальный характер уровням. В Joystick указывалось на то, что в Heretic у игрока чаще возникает ощущение того, что он находится в реалистичном мире, а не в лабиринте из коридоров, что способствует вовлечению его в игровой процесс.
Музыку Кевина Шилдера в Jeuxvideo назвали «одновременно эпической и запоминающейся, но в то же время меланхоличной и загадочной» и отметили, что она обладает определённым очарованием.

### Игровой процесс
GameSpot положительно оценил игровой процесс. В обзоре указывается, что игра быстро осваивается, и игрокам не требуется много времени для изучения управления, а обладающие игровым опытом могут сразу броситься в бой. В обзоре Hyper говорилось, что игровой процесс достаточно отличается от Doom, чтобы дать игрокам новые ощущения и вызвать продолжительный интерес. На сайте Jeuxvideo отметили стабильно быстрый темп игры и достаточную сложность, особенно в битвах с боссами. В обзоре PC Joker было упомянуто наличие у противников оригинальных способов атаки, таких как торнадо, поднимающие в воздух игрока.
Неоднозначную оценку получило оружие и процесс стрельбы. В рецензии PC Zone отмечалось, что «магическое» оружие, представляющее собой богато украшенные палки, стреляющие разноцветными зарядами «мистической энергии» и издающее «глупые» звуки, не даёт возможности почувствовать себя «крутым», в отличие от высокотехнологичного арсенала Doom. Обозреватель же Hyper, напротив, довольно восторженно описывал арсенал игры и в особенности phoenix rod, которую называл «чертовски сексуально выглядящей и доносящей противнику нужное послание». В то же время, он отмечал, что каждый из видов оружия имеет свой эквивалент в Doom. В Jeuxvideo также отмечали схожесть оружия с Doom, но при этом указывали, что оружие преображается как внешне, так и по своей разрушительной силе, если игрок использует артефакт «том могущества». Негативно в этом обзоре оценивался достаточно слабый по урону посох, использование которого не приносило такого удовольствия, как применение оружия ближнего боя, например, в Shadow Warrior. В Electronic Entertainment и Zeta авторы жаловались на то, что некоторые виды оружия при стрельбе закрывают большую часть экрана.
Неоднозначным было мнение рецензентов немецкого PC Player, указавших, что несмотря на то, что игровой процесс Heretic является быстрым и динамичным, он сводится к бездумному уничтожению сотен монстров, не дающему пищи для раздумий и не являющемуся оригинальным, в отличие от таких игр, как System Shock или Descent. Первоначальный азарт быстро проходит, а повторяющиеся враги и отсутствие новаторских идей уменьшают долгосрочную мотивацию игрока. Авторы отмечают, что технически безупречная, быстрая, но лишённая инноваций, Heretic вызывает долговременный интерес лишь в многопользовательском режиме, в то время как одиночный режим быстро приедается.
В AllGame отмечалось чередование периодов активного действия, доставляющих удовольствие игроку, со скучным блужданием по лабиринтам пещер. В то же время, обилие секретных проходов рассматривалось как создающий реиграбельность элемент. Американский PC Gamer обращал внимание на меньшее количество ловушек и вражеских засад, ожидавших игрока в тот момент, когда он наиболее уязвим. Это, по мнению рецензента, делало игровой процесс менее интенсивным. Отсутствие саспенса было сочтено уменьшающим реиграбельность однопользовательской игры. В обзоре Edge говорилось, что несмотря на кровавые смерти и экстравагантное оружие, победа над монстрами не приносит такого удовлетворения, как в Doom.
Положительно был оценён большинством рецензентов многопользовательский режим. GameSpot называл его «блестящим». В Hyper уровни для сетевых баталий оценены как «просто совершенные». Американский PC Gamer указывал, что улучшенные возможности движка игры придают соревновательному многопользовательскому режиму новое измерение: благодаря артефакту полёта сетевые баталии превращаются в воздушные сражения. Полезной в сетевой игре оказывается возможность смотреть вверх и вниз, позволяющая использовать ограды и выступы для устройства засад. Непредсказуемости игровому процессу в этом режиме добавляла возможность превращения других игроков в курицу. У преображённого таким образом игрока пропадает способность к полёту (если он использовал соответствующий артефакт), оружие заменяется клювом, но он не теряет возможности активно действовать и атаковать противника, бросаясь ему в ноги, что неизменно вызывает эмоциональную реакцию.

### Shadow of the Serpent Riders
| Сводный рейтинг              | Сводный рейтинг                              |
| Агрегатор                    | Оценка                                       |
| ---------------------------- | -------------------------------------------- |
| GameRankings                 | 62 %                                         |
| MobyRank                     | 74 %                                         |
| Иноязычные издания           |                                              |
| Издание                      | Оценка                                       |
| GameSpot                     | 7,6/10                                       |
| Génération 4                 | [ 42 ]                                       |
| PC Review                    | 7/10                                         |
| Joystick                     | 70/100 (для фанатов), 10/100 (для остальных) |
| PC Zone                      | 50 %                                         |
| Hyper                        | 89/100                                       |
| Micromanía                   | 89/100                                       |
| PC Spiel                     | 2/5                                          |
| Computer Games Strategy Plus | [ 48 ]                                       |

Коробочный релиз Shadow of the Serpent Riders, выпущенный в 1996 году, получил более низкие оценки и вызвал критику обозревателей, связанную с тем, что выпущена была та же самая игра с двумя дополнительными эпизодами. Французский Joystick даже рекомендовал своим читателям перехватывать неосведомлённых игроков, взявших с полки коробку с Shadow of the Serpent Riders, на пути к кассе магазина и отговаривать их от покупки. Обозреватель GameSpot также посетовал на малое количество нового контента, однако счёл это небольшим недостатком, поскольку игра продавалась дешевле конкурентов и вполне могла оказаться интересной новым игрокам.
В мини-обзоре Génération 4 говорилось, что новый релиз будет интересен только фанатам игры, в том числе из-за возросшей сложности новых уровней. Кроме того, указывалось, что комнаты новых карт переполнены монстрами настолько, что половину времени игрок наблюдает, как они сражаются между собой, а другую половину ищет боеприпасы к оружию, чтобы добить выживших. Чрезмерная сложность отмечалась в Hyper. Прохождение на максимальном уровне сложности было названо «невозможным», а на предпоследнем уровне сложности игроку на первом же уровне нового эпизода предлагалось со стартовым оружием сразиться с офидианами (которых победить довольно сложно) и молотавром (от которого можно только убегать в надежде найти более мощное оружие ближе к концу уровня). Указывалось, что недостаток боеприпасов будет сопровождать игрока на всех новых уровнях, а в конце придётся сразиться сразу с восемью молотаврами. В то же время, в целом релиз получил от этого журнала довольно высокую оценку и был рекомендован игрокам, которые ещё по какой-то причине не познакомились с Heretic. Хорошую оценку игра получила и от Micromanía, где игра рассматривалась как новый релиз. Как недостаток отмечено было только использование устаревшего VGA-разрешения, что, впрочем, по мнению рецензента было компенсировано детальной проработкой графических элементов.
PC Review сравнил выпуск Shadow of the Serpent Riders со стремлением теряющего популярность артиста заработать немного денег, устроив последний тур-возвращение. По мнению обозревателя, Heretic с несколькими дополнительными уровнями не выдерживал конкуренции с Duke Nukem 3D, Terminator: Future Shock, предварительными версиями Quake и собственным продолжением Hexen. Некоторые из новых находок, использованных в последнем, нашли отражение в дизайне уровней дополнительных эпизодов, однако сложных комнат и эффектов освещения оказалось недостаточно, чтобы рекомендовать покупку даже со скидкой. Кроме того, отмечалась значительно возросшая сложность. Мини-обзор PC Zone указал, что игра оказалась на полках магазинов слишком поздно: уже вышел не только Hexen, но и его дополнение Deathkings of the Dark Citadel, так что проигрывавшая им по всем параметрам Heretic могла представлять интерес разве что для коллекционеров. Аналогичное мнение было высказано в Computer Games Strategy Plus, где обозреватель отметил, что для скачивания бесплатно доступны не менее качественные уровни, чем присутствующие в новых эпизодах.

### Последующие оценки
Несмотря на то, что Heretic получила не очень высокие оценки критиков, она стала для Raven значительным прорывом. Фентезийная атрибутика игры выделила её из череды многочисленных однотипных «клонов Doom» и позволила ей набрать достаточное количество преданных поклонников. В вышедшем в 2013 году обзоре на сайте Jeuxvideo игру предлагали всем поклонникам шутеров «старой школы» в качестве обязательной для ознакомления (особенно с учётом её доступности в сервисах цифровой дистрибуции и небольшой цены).

## Наследие
Heretic положила начало серии шутеров от первого лица с фентезийным антуражем, включающей три игры. Первое продолжение игры — Hexen, также основанное на движке Doom, вышло примерно через год — в 1995 году. Следующая игра в этой вселенной — Hexen II, выпущенная в 1997 году, была основана на модифицированном движке Quake engine. «Номерное» продолжение игры Heretic II вышло в 1998 году. Хотя использовался движок id Tech 2, игра сменила жанр: новая игра представляла собой action-adventure с видом от третьего лица. После этого (по состоянию на 2023 год) других игр серии не выходило.
Выпуск возможных продолжений игры долгое время осложнялся ситуацией с разделением прав на разработку и выпуск игры. Права на разработку перешли к Activision, купившей Raven Software в 1997 году, а права на издание остались у id Software, в 2009 году ставшей частью ZeniMax Media. Raven долгое время отказывалась передавать кому-либо права на разработку, поскольку её руководство хотело самостоятельно заниматься продолжениями Heretic и Hexen. id Software также не вела переговоров о лицензировании прав на свою интеллектуальную собственность. После того, как Microsoft сначала в 2020 году приобрела ZeniMax, а потом в 2022 году также стала владельцем Activision, компания стала обладателем полных прав на Heretic и её продолжения, что вызвало спекуляции о возможной разработке продолжения игры.

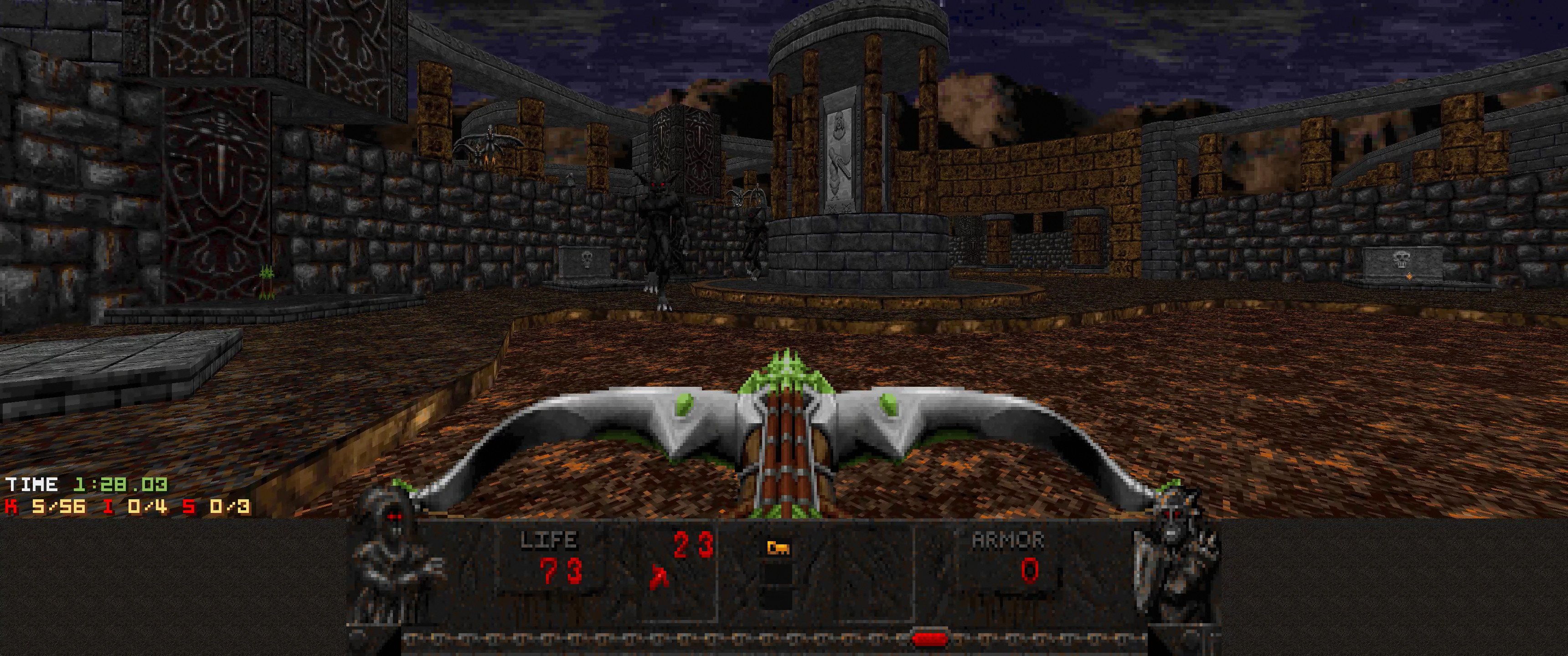
Снимок экрана игрового процесса проекта Blasphemer, представляющего собой выпущенный под свободной лицензией пакет ресурсов для использования с игровым движком на базе исходного кода Heretic.

Как и для Doom, для Heretic доступно большое количество пользовательских уровней и модификаций. В 1990-х подборки таких уровней часто распространялись на компакт-дисках (таких как H! Zone). Пользовательский контент доступен для скачивания в интернете, например, из архива /idgames.

### Исходный код и портирование
11 января 1999 года Raven Software выпустила исходный код программной части Heretic и Hexen. Это дало возможность портировать игру под Linux и другие операционные системы, а также выпустить варианты движка, поддерживающие аппаратное ускорение трёхмерной графики. Исходный код был опубликован под лицензией, не допускавшей коммерческое использование. Только в 2008 году, после многих петиций и писем, перелицензирован под GNU GPLv2. Это сняло многие правовые вопросы, связанные с включением кода Heretic и Hexen в свободные порты движка Doom, такие как zDoom.

### Ремастер
7 августа 2025 года были выпущены разработанные Nightdive Studios обновленные версии Heretic и Hexen для ПК, Xbox One, Xbox Series X|S, PlayStation 4, PlayStation 5 и Nintendo Switch. Обновлённый игровой движок получил поддержку высоких разрешений экрана. Помимо игр и ранее выходивших официальных дополнений к ним, была добавлена возможность кроссплатформенной многопользовательской игры (до 16 игроков), режим многопользовательской игры за одним компьютером с разделением экрана, новый эпизод «Faith Renewed», подборка концепт-артов и других материалов, связанных с разработкой игр, а также новая версия саундтрека в обработке композитора Эндрю Халшалта.

## Комментарии
1. ↑  Corvus в переводе с лат. — «Ворон». Его имя сообщается только в продолжении игры, в Heretic II.
2. ↑  Имеются в виду противники, использующие оружие со сканированием попаданий (hitscan), мгновенно причиняющее повреждения в момент стрельбы. В Heretic все противники метают в игрока снаряды, от которых можно увернуться.